# Unterseeboot 126 (1941)
Pour les articles homonymes, voir Unterseeboot 126.
Le Unterseeboot 126 (ou U-126) est un U-Boot (sous-marin) allemand de type IX.C utilisé par la Kriegsmarine pendant la Seconde Guerre mondiale.

## Historique
Mis en service le 22 mars 1941, l'U-126 réalise sa première patrouille, quittant le port de Kiel le 5 juillet 1941 sous les ordres du Kapitänleutnant Ernst Bauer. Après 51 jours en mer et un succès de quatre navires marchands coulés pour un total de 5 400 tonneaux et un navire marchand endommagé de 8 293 tonneaux, l'U-126 rejoint la base sous-marine de Lorient le 24 août 1941
L'Unterseeboot 126 a effectué six patrouilles dans lesquelles il a coulé 24 navires marchands pour un total de 111 564 tonneaux, un navire de guerre coulé de 450 tonnes, a endommagé cinq navires marchands pour un total de 37 501 tonneaux et endommagé de manière irrécupérable deux navires marchands pour un total de 14 173 tonneaux sur un total de 497 jours en mer.
Il quitte Lorient pour sa sixième patrouille le 20 mars 1943 sous les ordres de l'Oberleutnant zur See Siegfried Kietz. Après 106 jours en mer et un succès d'un navire marchand de 6 568 tonneaux coulé et deux navires marchands endommagés pour un total de 13 374 tonneaux, l'U-126 est coulé à son tour le 3 juillet 1943, au nord-ouest du Cap Ortegal en Espagne par des charges de profondeur tirées d'avions britanniques Vickers Wellington de l'escadron 172/R. L'U-126 a coulé à la position géographique de 46° 02′ N, 11° 23′ O faisant 55 morts, soit la totalité de l'équipage.

## Affectations successives
- 2. Unterseebootsflottille du 22 mars 1941 au 3 juillet 1943

## Commandement
- Kapitänleutnant Ernst Bauer du 22 mars 1941 au 28 février 1943
- Oberleutnant zur See Siegfried Kietz du 1er mars 1943 au 3 juillet 1943

## Patrouilles
|       | Commandant            | Départ            | Départ  | Arrivée          | Arrivée | Jours     | Succès    |
| ----- | --------------------- | ----------------- | ------- | ---------------- | ------- | --------- | --------- |
| 1     | Kptlt. Ernst Bauer    | 5 juillet 1941    | Kiel    | 24 août 1941     | Lorient | 51 jours  | 3 693     |
| 2     | Kptlt. Ernst Bauer    | 24 septembre 1941 | Lorient | 13 décembre 1941 | Lorient | 81 jours  | 24 316    |
| 3     | Kptlt. Ernst Bauer    | 2 février 1942    | Lorient | 29 mars 1942     | Lorient | 56 jours  | 48 862    |
| 4     | Kptlt. Ernst Bauer    | 25 avril 1942     | Lorient | 25 juillet 1942  | Lorient | 92 jours  | 48 907    |
| 5     | Kptlt. Ernst Bauer    | 19 septembre 1942 | Lorient | 7 janvier 1943   | Lorient | 111 jours | 14 536    |
| 6     | Oblt. Siegfried Kietz | 20 mars 1943      | Lorient | 3 juillet 1943   | Coulé   | 106 jours | 13 374    |
| Total | Total                 | Total             | Total   | Total            | Total   | 497 jours | 163 688 t |

Note : Oblt. = Oberleutnant zur See - Kptlt. = Kapitänleutnant

## Navires coulés
L'Unterseeboot 126 a coulé 24 navires marchands pour un total de 111 564 tonneaux, un navire de guerre coulé de 450 tonnes, a endommagé cinq navires marchands pour un total de 37 501 tonneaux et endommagé de manière irrécupérable deux navires marchands pour un total de 14 173 tonneaux au cours des six patrouilles (497 jours en mer) qu'il effectua.
| Date              | Nom             | Nationalité | Tonnage (GRT) | Fait                      |
| ----------------- | --------------- | ----------- | ------------- | ------------------------- |
| 20 juillet 1941   | Canadian Star   | Royaume-Uni | 8 293         | Endommagé                 |
| 27 juillet 1941   | Erato           | Royaume-Uni | 5 102         | Coulé                     |
| 27 juillet 1941   | Inga I          | Norvège     | 1 304         | Coulé                     |
| 4 août 1941       | Robert Max      | Royaume-Uni | 172           | Coulé                     |
| 14 août 1941      | Sud             | Yougoslavie | 2 589         | Coulé                     |
| 10 octobre 1941   | HMS LCT-102*    | Royaume-Uni | 450           | Coulé                     |
| 10 octobre 1941   | Nailsea Manor   | Royaume-Uni | 4 926         | Coulé                     |
| 19 octobre 1941   | Lehigh          | USA         | 4 983         | Coulé                     |
| 20 octobre 1941   | British Mariner | Royaume-Uni | 6 996         | Endommagé - Irrécupérable |
| 13 novembre 1941  | Peru            | Royaume-Uni | 6 981         | Coulé                     |
| 2 mars 1942       | Gunny           | Norvège     | 2 362         | Coulé                     |
| 5 mars 1942       | Mariana         | USA         | 3 110         | Coulé                     |
| 7 mars 1942       | Barbara         | USA         | 4 637         | Coulé                     |
| 7 mars 1942       | Cardonia        | USA         | 5 104         | Coulé                     |
| 8 mars 1942       | Esso Bolivar    | Panama      | 10 389        | Endommagé                 |
| 9 mars 1942       | Hanseat         | Panama      | 8 241         | Coulé                     |
| 12 mars 1942      | Olga            | USA         | 2 496         | Coulé                     |
| 12 mars 1942      | USS Texan (en)  | USA         | 7 005         | Coulé                     |
| 13 mars 1942      | Colabee         | USA         | 5 518         | Endommagé                 |
| 3 juin 1942       | Høegh Giant     | Norvège     | 10 990        | Coulé                     |
| 15 juin 1942      | Dutch Princess  | Royaume-Uni | 125           | Coulé                     |
| 16 juin 1942      | Arkansan        | USA         | 6 997         | Coulé                     |
| 16 juin 1942      | Kohuku          | USA         | 6 062         | Coulé                     |
| 27 juin 1942      | Leiv Erikson    | Norvège     | 9 952         | Coulé                     |
| 29 juin 1942      | Mona Marie      | Canada      | 126           | Coulé                     |
| 1er juillet 1942  | Warrior         | USA         | 7 551         | Coulé                     |
| 3 juillet 1942    | Gulfbee         | USA         | 7 104         | Endommagé                 |
| 1er novembre 1942 | George Thatcher | USA         | 7 104         | Coulé                     |
| 4 novembre 1942   | Oued Grou       | Royaume-Uni | 792           | Coulé                     |
| 5 mai 1943        | New Toronto     | Royaume-Uni | 6 568         | Coulé                     |
| 30 mai 1943       | Flora MacDonald | USA         | 7 177         | Endommagé - Irrécupérable |
| 2 juin 1943       | Standella       | Royaume-Uni | 6 197         | Endommagé                 |

### Sources
- (en) Cet article est partiellement ou en totalité issu de l’article de Wikipédia en anglais intitulé « German submarine U-126 (1940) » (voir la liste des auteurs).